# Union soviétique aux Jeux olympiques d'été de 1956
L'Union soviétique participe aux Jeux olympiques d'été de 1956 à Melbourne en Australie du 22 novembre au 8 décembre 1956. Il s'agit de sa 2e participation à des Jeux olympiques d'été.

## Médailles

### Médailles d'or
| Sport               | Discipline                                          | Athlète(s) | Performance                   | Date         |
| Médailles d'or : 37 |                                                     | |                               |              |
| Athlétisme          | 10 000 m hommes                                     | Volodymyr Kuts | 28 min 45 s 6                 | 23 novembre  |
| Athlétisme          | 5 000 m hommes                                      | Volodymyr Kuts | 13 min 39 s 6                 | 28 novembre  |
| Athlétisme          | 20 km marche hommes                                 | Leonid Spirin | 1 h 31 min 28 s               | 28 novembre  |
| Athlétisme          | Lancer du javelot femmes                            | Inese Jaunzeme | 53,86 m                       | 28 novembre  |
| Athlétisme          | Lancer du poids femmes                              | Tamara Tyshkevich | 16,59 m                       | 30 novembre  |
| Aviron              | Skiff hommes                                        | Viatcheslav Ivanov | 8 min 2 s 5                   | 27 novembre  |
| Aviron              | Deux de couple hommes                               | Aleksandr Berkutov Yuri Tyukalov | 7 min 24 s                    | 27 novembre  |
| Boxe                | Poids plumes hommes                                 | Vladimir Safronov | bat Thomas Nicholls           | 1er décembre |
| Boxe                | Poids super légers hommes                           | Vladimir Yengibaryan | bat Franco Nenci              | 1er décembre |
| Boxe                | Poids moyens hommes                                 | Gennadiy Shatkov | bat Ramon Tapia               | 1er décembre |
| Canoë-kayak         | C2 10 000 m hommes                                  | Gratsian Botev Pavel Kharin | 54 min 2 s 4                  | 30 novembre  |
| Canoë-kayak         | K1 500 m femmes                                     | Elizaveta Dementyeva | 2 min 18 s 9                  | 1er décembre |
| Football            | Tournoi masculin                                    | Anatoli Bashashkin Iosif Betsa Anatoli Iline Anatoli Isayev Valentin Kozmich Ivanov Boris Kuznetsov Anatoli Maslyonkin Igor Netto Mikhail Ogonkov Aleksei Paramonov Boris Razinsky Vladimir Ryzhkin Sergei Salnikov Nikita Simonian Eduard Streltsov Boris Tatushin Nikolai Tishchenko Lev Yachine | bat la Yougoslavie 1-0        | 8 décembre   |
| Gymnastique         | Concours général individuel hommes                  | Viktor Chukarin | 114.250                       | 7 décembre   |
| Gymnastique         | Concours général individuel femmes                  | Larissa Latynina | 74.930                        | 7 décembre   |
| Gymnastique         | Concours général par équipe hommes                  | Albert Azaryan Viktor Chukarin Valentin Muratov Boris Shakhlin Pavel Stolbov Yuriy Titov | 568.25                        | 7 décembre   |
| Gymnastique         | Concours général par équipe femmes                  | Polina Astakhova Ludmilla Egorova Lidia Kalinina Larissa Latynina Tamara Manina Sofia Muratova | 444.800                       | 7 décembre   |
| Gymnastique         | Sol hommes                                          | Valentin Muratov | 19.200                        | 7 décembre   |
| Gymnastique         | Sol femmes                                          | Larissa Latynina | 18.733                        | 7 décembre   |
| Gymnastique         | Cheval d'arçons hommes                              | Boris Shakhlin | 19.250                        | 7 décembre   |
| Gymnastique         | Anneaux hommes                                      | Albert Azaryan | 19.350                        | 7 décembre   |
| Gymnastique         | Saut de cheval hommes                               | Valentin Muratov | 18.850                        | 7 décembre   |
| Gymnastique         | Saut de cheval femmes                               | Larissa Latynina | 18.833                        | 7 décembre   |
| Gymnastique         | Barres parallèles hommes                            | Viktor Chukarin | 19.200                        | 7 décembre   |
| Haltérophilie       | Moins de 67,5 kg hommes                             | Igor Rybak | 380,0 kg (OR)                 | 24 novembre  |
| Haltérophilie       | Moins de 75 kg hommes                               | Fedor Bogdanovsky | 420,0 kg (WR)                 | 24 novembre  |
| Haltérophilie       | Moins de 90 kg hommes                               | Arkadi Vorobyev | 462,5 kg (WR)                 | 26 novembre  |
| Lutte               | Poids mouche hommes Libre                           | Mirian Tsalkalamanidze | bat Mohammad Ali Khojastépour | 1er décembre |
| Lutte               | Poids mouche hommes Gréco-Romaine                   | Nikolai Solovyov | bat Ignazio Fabra 11-0        | 6 décembre   |
| Lutte               | Poids coq hommes Gréco-Romaine                      | Konstantin Vyrupayev | bat Edvin Vesterby 3-0        | 6 décembre   |
| Lutte               | Poids moyens hommes Gréco-Romaine                   | Givi Kartoziya | bat Rune Jansson 3-0          | 6 décembre   |
| Lutte               | Poids mi-lourds hommes Gréco-Romaine                | Valentin Nikolayev | bat Karl-Erik Nilsson 3-0     | 6 décembre   |
| Lutte               | Poids lourds hommes Gréco-Romaine                   | Anatoli Parfenov | bat Adelmo Bulgarelli 3-0     | 6 décembre   |
| Pentathlon moderne  | Par équipe                                          | Ivan Deryugin Igor Novikov Aleksandr Tarasov | 13 690.5 points               | 28 novembre  |
| Tir                 | Carabine à 300 m trois positions hommes             | Vasili Borisov | 1 138 points (OR)             | 1er décembre |
| Tir                 | Carabine à 50 m trois positions hommes              | Anatoli Ivanovich Bogdanov | 1 172 points (OR)             | 4 décembre   |
| Tir                 | 100 m tir au cerf courant coup simple/double hommes | Vitali Romanenko | 441 points (OR)               | 4 décembre   |

### Médailles d'argent
| Sport                   | Discipline                              | Athlète(s) | Performance                    | Date         |
| Médailles d'argent : 29 |                                         | |                                |              |
| Athlétisme              | Lancer du disque femmes                 | Irina Beglyakova | 52,54 m                        | 23 novembre  |
| Athlétisme              | 50 km marche hommes                     | Yevgeniy Maskinskov | 4 h 32 min 57 s                | 24 novembre  |
| Athlétisme              | Lancer du marteau hommes                | Mikhail Krivonosov | 63,03 m                        | 24 novembre  |
| Athlétisme              | 20 km marche hommes                     | Antanas Mikenas | 1 h 32 min 3 s                 | 28 novembre  |
| Athlétisme              | Lancer du poids femmes                  | Galina Zybina | 16,53 m                        | 30 novembre  |
| Athlétisme              | Relais 4 × 100 m hommes                 | Leonid Bartenev Yuri Konovalov Vladimir Sukharev Boris Tokarev | 39 s 8 (RE)                    | 1er décembre |
| Athlétisme              | Saut en hauteur femmes                  | Maria Pisaryeva | 1,67 m                         | 1er décembre |
| Aviron                  | Deux sans barreur hommes                | Igor Buldakov Viktor Ivanov | 8 min 3 s 9                    | 27 novembre  |
| Basket-ball             | Tournoi masculin                        | Arkadi Bochkaryov Jānis Krūmiņš Algirdas Lauritėnas Valdis Muižnieks Yuri Ozerov Kazys Petkevičius Michail Semyonov Stasys Stonkus Michail Studenezki Vladimir Torban Maigonis Valdmanis Viktor Zoubkov | battu par les États-Unis 55-89 | 1er décembre |
| Boxe                    | Poids lourds hommes                     | Lev Mukhin | battu par Pete Rademacher      | 1er décembre |
| Canoë-kayak             | C2 1 000 m hommes                       | Gratsian Botev Pavel Kharin | 4 min 48 s 6                   | 1er décembre |
| Canoë-kayak             | K1 1 000 m hommes                       | Igor Pissarev | 4 min 15 s 3                   | 1er décembre |
| Canoë-kayak             | K2 1 000 m hommes                       | Anatoly Demitkov Mikhail Kaaleste | 3 min 51 s 4                   | 1er décembre |
| Gymnastique             | Sol hommes                              | Viktor Chukarin | 19.100                         | 7 décembre   |
| Gymnastique             | Anneaux hommes                          | Valentin Muratov | 19.350                         | 7 décembre   |
| Gymnastique             | Barre fixe hommes                       | Yuriy Titov | 19.400                         | 7 décembre   |
| Gymnastique             | Saut de cheval femmes                   | Tamara Manina | 18.800                         | 7 décembre   |
| Gymnastique             | Poutre femmes                           | Tamara Manina | 18.633                         | 7 décembre   |
| Gymnastique             | Barre asymétriques femmes               | Larissa Latynina | 18.833                         | 7 décembre   |
| Haltérophilie           | Moins de 56 kg hommes                   | Vladimir Stogov | 337,5 kg                       | 23 novembre  |
| Haltérophilie           | Moins de 60 kg hommes                   | Yevgeni Minaev | 342,5 kg                       | 23 novembre  |
| Haltérophilie           | Moins de 67,5 kg hommes                 | Ravil Khabutdinov | 372,5 kg                       | 24 novembre  |
| Haltérophilie           | Moins de 82,5 kg hommes                 | Vasili Stepanov | 427,5 kg                       | 26 novembre  |
| Lutte                   | Poids mi-lourds hommes Libre            | Boris Kulayev | bat Peter Blair 3-0            | 1er décembre |
| Lutte                   | Poids mi-moyens hommes Gréco-Romaine    | Vladimir Maneyev | battu par Mithat Bayrak 3-0    | 6 décembre   |
| Tir                     | Pistolet à 50 m hommes                  | Makhmud Umarov | 556 points (OR)                | 30 novembre  |
| Tir                     | Carabine à 300 m trois positions hommes | Allan Erdman | 1 137 points                   | 1er décembre |
| Tir                     | Pistolet à 25 m feu rapide hommes       | Yevgeni Cherkasov | 585 points                     | 5 décembre   |
| Tir                     | Carabine à 50 m tir couché hommes       | Vasili Borisov | 599 points                     | 5 décembre   |

### Médailles de bronze
| Sport                    | Discipline                                          | Athlète(s) | Performance                                                         | Date         |
| Médailles de bronze : 32 |                                                     | |                                                                     |              |
| Athlétisme               | Saut en hauteur hommes                              | Igor Kashkarov | 2,08 m                                                              | 23 novembre  |
| Athlétisme               | Lancer du disque femmes                             | Nina Ponomaryova | 52,02 m                                                             | 23 novembre  |
| Athlétisme               | Lancer du marteau hommes                            | Anatoliy Samotsvetov | 62,56 m                                                             | 24 novembre  |
| Athlétisme               | Lancer du javelot hommes                            | Viktor Tsybulenko | 79,50 m                                                             | 26 novembre  |
| Athlétisme               | Saut en longueur femmes                             | Nadezhda Dvalishvili | 6,07 m                                                              | 27 novembre  |
| Athlétisme               | Triple saut hommes                                  | Vitold Kreyer | 16,02 m                                                             | 27 novembre  |
| Athlétisme               | 20 km marche hommes                                 | Bruno Junk | 1 h 32 min 12 s                                                     | 28 novembre  |
| Athlétisme               | Lancer du javelot femmes                            | Nadezhda Konyayeva | 50,28 m                                                             | 28 novembre  |
| Athlétisme               | 400 m hommes                                        | Ardalion Ignatyev | 47 s 0                                                              | 29 novembre  |
| Athlétisme               | Décathlon                                           | Vasily Kuznetsov | 7 465 points                                                        | 30 novembre  |
| Aviron                   | Deux avec barreur hommes                            | Vladimir Petrov Igor Yemchuk Georgy Zhilin | 8 min 31 s 0                                                        | 27 novembre  |
| Boxe                     | Poids légers hommes                                 | Anatoliy Lagetko | battu par Richard McTaggart                                         | 30 novembre  |
| Boxe                     | Poids mi-lourds hommes                              | Romualdas Murauskas | battu par James Boyd                                                | 1er décembre |
| Canoë-kayak              | C1 10 000 m hommes                                  | Gennady Bukharin | 57 min 14 s 5                                                       | 30 novembre  |
| Canoë-kayak              | C1 1 000 m hommes                                   | Gennady Bukharin | 5 min 12 s 7                                                        | 1er décembre |
| Escrime                  | Sabre par équipe                                    | Leonid Bogdanov Yevgeny Cherepovsky Lev Kuznetsov Yakov Rylsky David Tyshler                                                                                   | battu par la Hongrie 7-9 battu par la Pologne 7-9 bat la France 8-7 | 3 décembre   |
| Escrime                  | Sabre hommes                                        | Lev Kuznetsov | bat Jacques Lefèvre 5-2                                             | 5 décembre   |
| Gymnastique              | Concours général individuel hommes                  | Yuriy Titov | 113.800                                                             | 7 décembre   |
| Gymnastique              | Concours général individuel femmes                  | Sofia Muratova | 74.466                                                              | 7 décembre   |
| Gymnastique              | Cheval d'arçons hommes                              | Viktor Chukarin | 19.100                                                              | 7 décembre   |
| Gymnastique              | Saut de cheval hommes                               | Yuriy Titov | 18.750                                                              | 7 décembre   |
| Gymnastique              | Barre asymétriques femmes                           | Sofia Muratova | 18.800                                                              | 7 décembre   |
| Gymnastique              | Portable apparatus par équipe femmes                | Polina Astakhova Ludmilla Egorova Lidia Kalinina Larissa Latynina Tamara Manina Sofia Muratova                                                                 | 74.00                                                               | 7 décembre   |
| Lutte                    | Poids coq hommes Libre                              | Mikhail Shakhov | battu par Mustafa Dagistanli 0-3                                    | 1er décembre |
| Lutte                    | Poids légers hommes Libre                           | Alimbeg Bestayev | battu par Emam-Ali Habibi Goudarzi                                  | 1er décembre |
| Lutte                    | Poids mi-moyens hommes Libre                        | Vakhtang Balavadze | battu par İbrahim Zengin                                            | 1er décembre |
| Lutte                    | Poids moyens hommes Libre                           | Georgi Skhirtladze | battu par Daniel Hodge                                              | 1er décembre |
| Lutte                    | Poids plume hommes Gréco-Romaine                    | Roman Dzeneladze | battu par Rauno Mäkinen                                             | 6 décembre   |
| Natation                 | Relais 4 × 200 m nage libre hommes                  | Boris Nikitin Gennadi Nikolaev Vitali Sorokin Vladimir Struzhanov                                                                                              | 8 min 34 s 7                                                        | 3 décembre   |
| Natation                 | 200 m brasse hommes                                 | Kharis Yunichev | 2 min 36 s 8                                                        | 6 décembre   |
| Tir                      | 100 m tir au cerf courant coup simple/double hommes | Vladimir Sevryugin | 429 points                                                          | 4 décembre   |
| Water-polo               | Tournoi masculin                                    | Viktor Ageyev Piotr Breus Boris Geukhman Nodar Gvakhariya Viacheslav Kurennoi Boris Makarov Piotr Mshvenieradze Valentin Prokopov Mikhael Ryshak Yuri Shliapin | 3e phase finale                                                     | 7 décembre   |